# Richard Hamilton
Richard Hamilton (Londres, 24 de febrer del 1922 - 13 de setembre de 2011) fou un pintor, gravador i fotògraf anglès. Fou pioner de l'art pop a Anglaterra.

## Biografia
Va néixer i créixer a Londres. Després de deixar el col·legi sense aconseguir cap títol, va entrar a treballar a una agència de publicitat, mentre anava a classes nocturnes al St. Martin's School of Art i al Westminster Technical College. Amb setze anys, va entrar a la Royal Academy of Arts per estudiar, on es va estar dos anys. Entre el 1941 i el 1945 va treballar com a delineant tècnic, i va presentar la seva primera exposició en solitari el 1950: una col·lecció d'aiguaforts.
Als anys cinquanta, la seva obra, influïda per Cézanne, el cubisme, el futurisme i la cronofotografia, va tenir com a punt d'objecte els moviments i la perspectiva. El 1952 va ser un any clau en la seva trajectòria artística: va començar a impartir classes de tipografia i disseny industrial a l'Escola Central d'Art i Disseny de Londres. Alhora, va fundar, amb Eduardo Paolozzi, Alison i Peter Smithson, Lawrence Alloway i Nigel Henderson, l'Independent Group a l'Institut d'Art Contemporani de Londres (ICA).
Vora l'any 1956, es va organitzar una exposició per a la Whitechapel Art Gallery sota el títol This is Tomorrow. Hamilton va organitzar la contribució de l'Independent Group, tot presentant-hi el seu collage Just what is it that makes today's homes so different, so appealing? ("Però, ¿què fa que les llars d'avui dia siguin tan diferents, tan atractives?"), que es va convertir en el manifest de l'art pop britànic, moviment en què va interpretar un paper essencial. En aquesta obra, hi apareixen multitud d'elements de la cultura de masses nord-americanes: una noia de revista, un culturista, un televisor, un logotip de la Ford, una portada d'historieta, una aspiradora, un cartell de cine, un retrat d'un avantpassat centenari i un enorme caramel amb pal.
Des de llavors, la seva obra va nodrir-se dels motius i elements de la cultura popular i de masses.
També va ser dissenyador de la coberta del White Album dels Beatles l'any 1968 i del cartell del Festival Internacional de Cadaqués de 1981. Com Andy Warhol, treballa per sèries temàtiques.
Va morir el dimarts 13 de setembre de 2011, al Regne Unit, després d'una llarga malaltia.